# 西大街街道 (新密市)
西大街街道，是中华人民共和国河南省郑州市新密市下辖的一个乡镇级行政单位。

## 行政区划
西大街街道下辖以下地区：
平安路社区、祥和街社区、金凤路社区、下庄河社区、青石河村、马鞍河村、下庄村、前士郭村、后士郭村、马庄村和开阳村。